# Ctenophorus tjantjalka
Espèce
Statut de conservation UICN

 LC  : Préoccupation mineure
Ctenophorus tjantjalka est une espèce de sauriens de la famille des Agamidae.

## Répartition
Cette espèce est endémique du Nord de l'Australie-Méridionale.

## Publication originale
- Johnston, 1992 : Ctenophorus tjantjalka, a new dragon lizard (Lacertilia: Agamidae) from northern South Australia. Records of the South Australian Museum, vol. 26, no 1, p. 51-59 (texte intégral).